# ニワツノゴケ
ニワツノゴケ（Phaeoceros laevis）は、ツノゴケ綱に属する種の一つ。庭や畑などの土上に生育する種であるが、湿った土壌の上や流れの澱んだ水たまり付近、川辺などに生育しており、さらには河川の底で浸水した状態でも生育していることもある。

## 形態
葉状体の表面は平たく、暗緑色。葉状体の長さは1-3cm、幅は3-5mm。弾糸は2-4細胞からなり、屈曲する。胞子は黄緑色で大きさ40μm。
本種については細胞生物学的な研究が多数行われている。それによると、本種の各配偶体には1つずつ葉緑体を持ち、各胞子体には2つずつ葉緑体を持つ。

## 類似種
同属のミヤケツノゴケなどと形態的に非常に類似する。ミヤケツノゴケは、葉状体の腹面に柄のある小さい瘤をもつことでニワツノゴケと区別できる。